# Skip (prasa)
Skip - miesięcznik, magazyn gospodarczy przemysłu surowcowego, poświęcony górnictwu, hutnictwu, energetyce, wydawany od września 2008 roku przez Wydawnictwo Górnicze w Katowicach.
Redaktorem naczelnym czasopisma jest Jacek Srokowski. Publikują m.in. pracownicy naukowi PAN i uczelni technicznych (AGH), dziennikarze "Gazety Wyborczej", "Trybuny Górniczej", Polskiej Agencji Prasowej i in.
Miesięcznik „Skip” podejmuje tematy gospodarcze i rynkowe, kierowany jest do przedsiębiorców oraz menedżerów średniego i najwyższego szczebla zarządzania w dużych firmach. Prezentuje aktualne zjawiska istotne dla efektywnego i bezpiecznego rozwoju przedsiębiorstw branży górniczej, a także całej gospodarki. Poświęca wiele uwagi nowym rozwiązaniom technologicznym, jak i społecznym aspektom strukturalnych przemian w gospodarce.
ISSN 1899-5985, objętość 60 stron, format A4, papier ekologiczny, nakład 8 tys. egz.

## Autorzy
- Kajetan Berezowski
- prof. dr hab. inż. Wiesław Blaschke (Politechnika Śląska, PAN)
- Marek Błoński (PAP)
- Jan Dziadul
- Witold Gałązka (sekretarz redakcji)
- Tomasz Głogowski (Gazeta Wyborcza)
- dr hab. inż. Zbigniew Kasztelewicz (AGH, PAN)
- Jerzy Kicki
- Jacek Sanocki
- Jacek Srokowski (redaktor naczelny)
- Jolanta Talarczyk
- Anna Zych